# غار استوائي

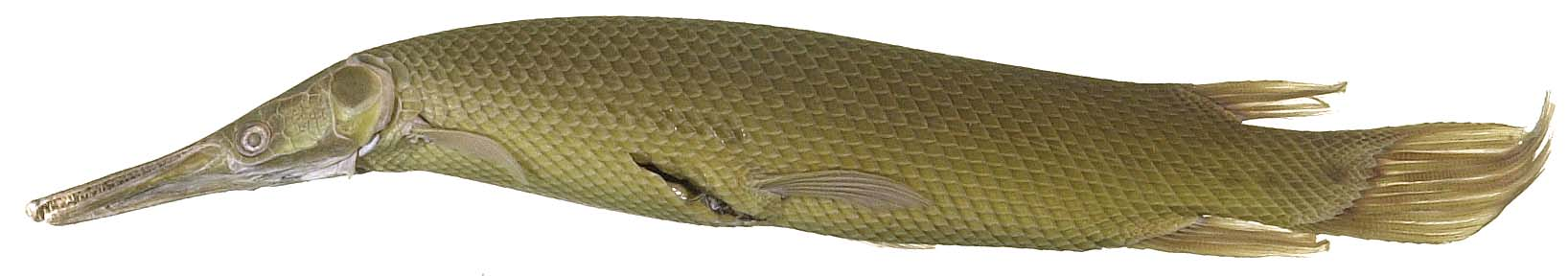
صورة كاملة للغار الاستوائي

الغار الاستوائي (Atractosteus tropicus) هو نوع من أسماك أمريكا الوسطى، حيث يوجد في التصريف المائي للمحيط الهادئ والأطلسي من جنوب المكسيك إلى كوستاريكا. يُعرف في أمريكا الوسطى باسم غاسبار وفي المكسيك يُعرف باسم بيجيلاقارتو (pejelagarto)، وهو اختصار لكلمات pez (سمك) وlagarto (التمساح). يسكن الغار ضمن مجموعة واسعة من مساحات المياه العذبة والمالحة مثل الأنهار والسهول الفيضية والبحيرات والبرك، ولكنه يتجنب المناطق ذات التيار القوي.  يصل طول هذا النوع من الأسماك إلى 1.25م (على الرغم من أنها عادة ما تكون أقل من نصف هذا الطول) ويصل وزنها إلى 2.9 كغ. 

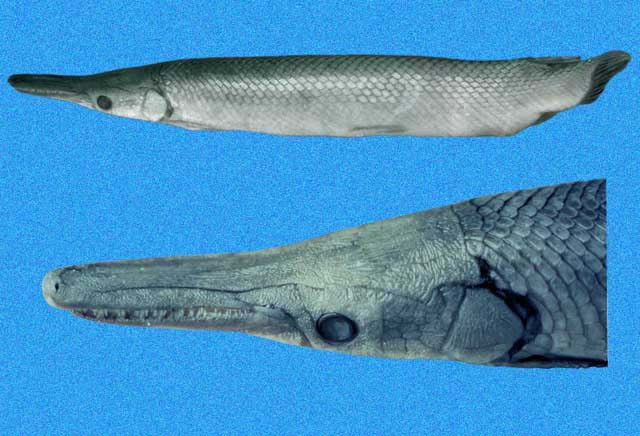
الغار الاستوائي

يبدو الغار الاستوائي مشابهًا جدًا للغار طويل الأنف في اللون والعلامات، ولكن يمكن تمييزه عن طريق خطمه الأقصر والأوسع. يتكون النظام الغذائي للغار الاستوائي بشكل أساسي من سمك البلطية والأسماك الأخرى. على الرغم من عدم شهرة الغار كنوع من الأطباق الشعبية المحلية او الاطباق العالمية، إلا أن هناك طبق تاباسكو تقليدي يحمل نفس الاسم يتكون من الفلفل الحار والليمون الحامض والملح لطهي الحيوان.